# فولزمنهوزن
فولزمنهوزن (به آلمانی: Volsemenhusen) یک شهر در آلمان است که در دیمارشن واقع شده‌است. فولزمنهوزن ۳۶۴ نفر جمعیت دارد.